# Krępa Słupska
Krępa Słupska (Duits: Krampe) is een plaats in het Poolse district  Słupski, woiwodschap Pommeren. De plaats maakt deel uit van de gemeente Słupsk en telt 3000 inwoners.